# 博讷丰
博讷丰（法語：Bonnefont，法語發音：[bɔnfɔ̃]）是法国上比利牛斯省的一个市镇，位于该省东北部，属于塔布区。

## 地理
博讷丰（43°15'1"N, 0°20'46"E）面积15.37 平方千米，位于法国奧克西塔尼大區上比利牛斯省，该省份为法国西南部内陆省份，北至热尔省，西接大西洋比利牛斯省，南与西班牙接壤，东临上加龙省。
与博讷丰接壤的市镇（或旧市镇、城区）包括：吕斯塔尔、贝尔纳代特代叙、比加尔、利巴罗斯、蒙塔斯特吕克、奥里约、桑图。
博讷丰的时区为UTC+01:00、UTC+02:00（夏令时）。

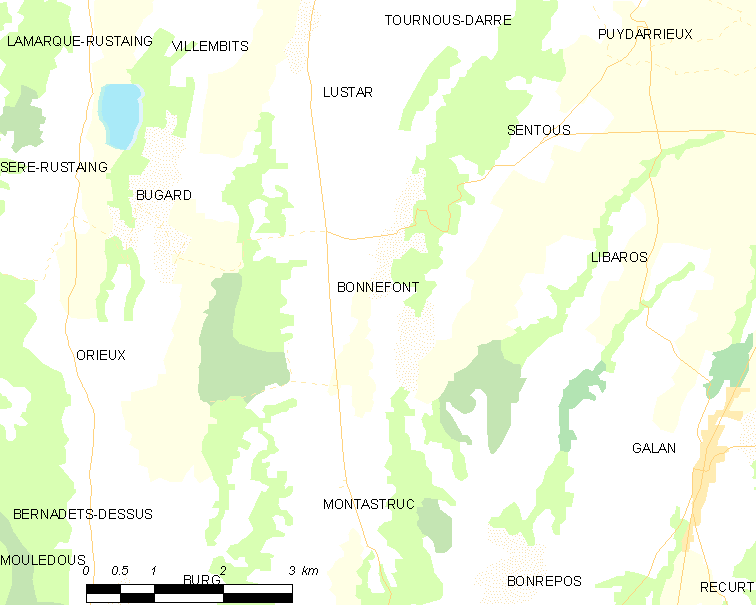
博讷丰的OSM定位图

## 行政
博讷丰的邮政编码为65220，INSEE市镇编码为65095。

## 政治
博讷丰所属的省级选区为山丘县。

## 人口

1962-2008年间博讷丰人口变化图示

博讷丰于2022年1月1日时的人口数量为319人。